# 柳林山
42°39′N 23°9′E / 42.650°N 23.150°E

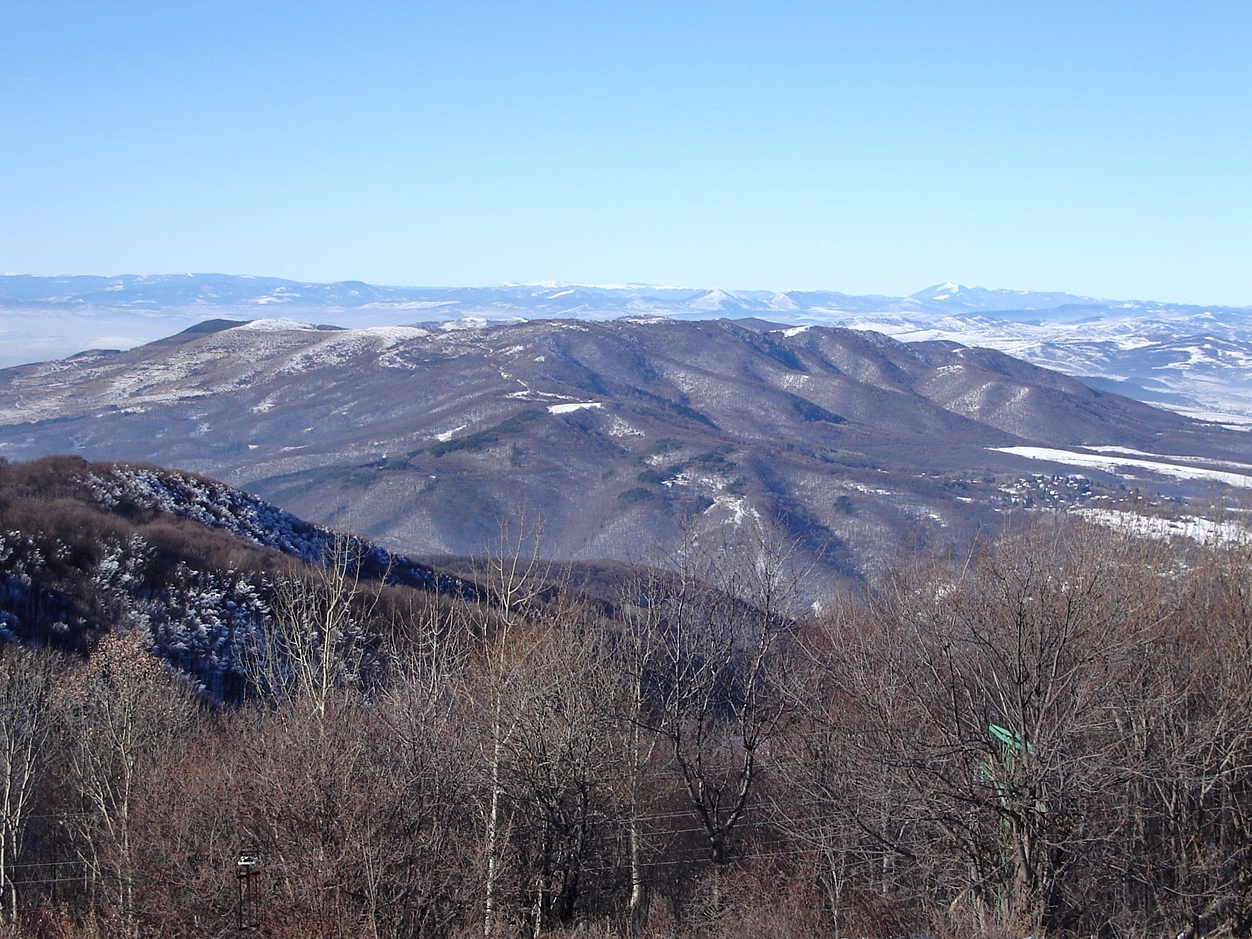

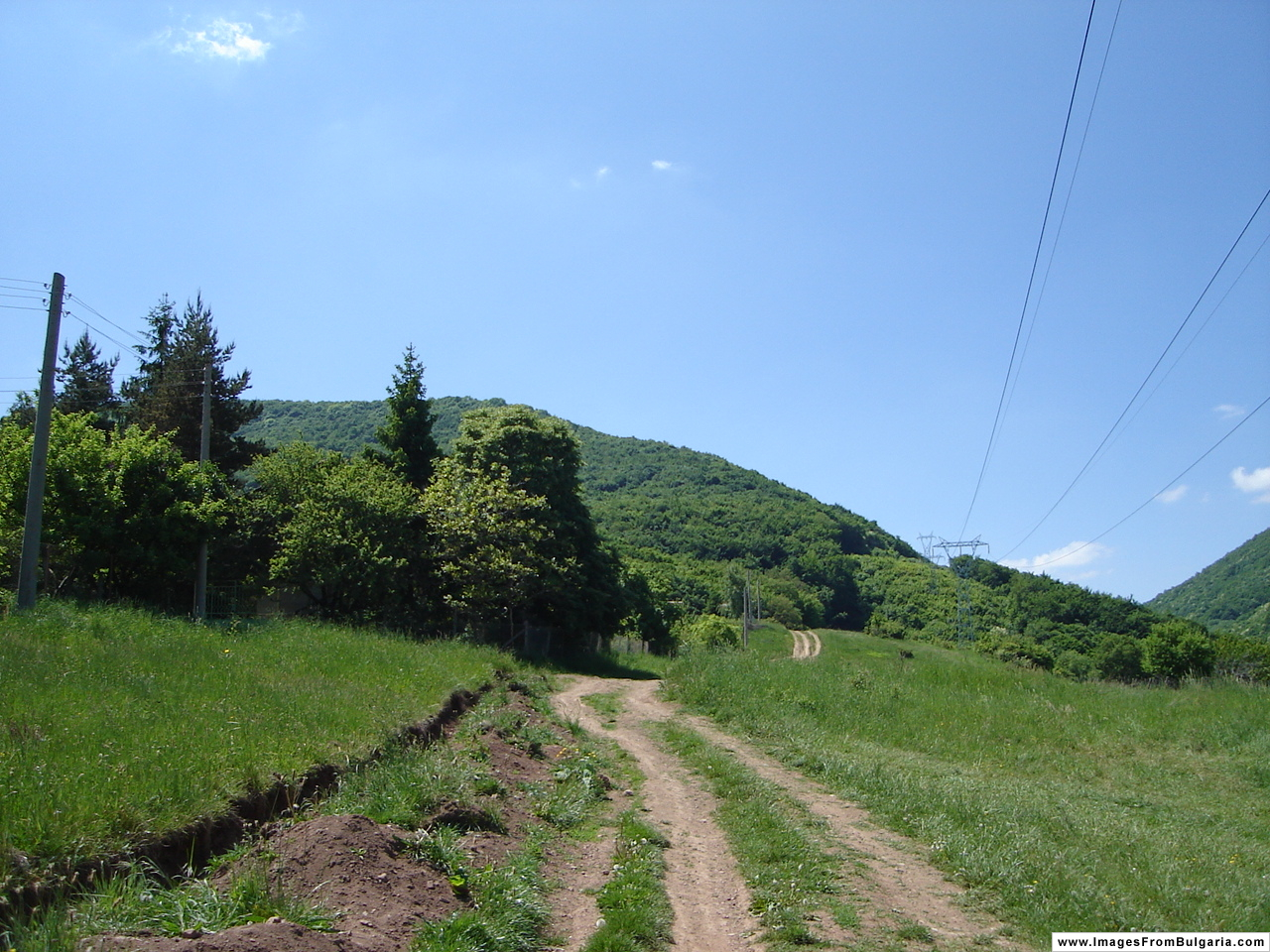

柳林山是保加利亞的山脈，位於該國西部，處於首都索菲亞以西數公里，最高點海拔高度1,256米，山體由石灰石、凝灰岩和安山岩組成。